# ループ (坂本真綾の曲)
「ループ」は、坂本真綾の12作目のシングル。2005年5月11日にビクターエンタテインメントから発売された。

## 音楽性
表題曲「ループ」は、NHK教育テレビアニメ『ツバサ・クロニクル』第1シリーズEDテーマとして起用されており 、CLAMP作品による楽曲起用は本作で4度目となった。
CLAMPメンバーのもこな曰く、最初にこのアニメEDをメンバーと視聴した際、「可愛い」とその場に居た全員が絶賛したという。
作曲および編曲はh-wonderが担当している。なお、h-wonderはかつて本名の『和田弘樹』名義でシンガーソングライターとしても活動しており、1996年放送のテレビアニメ『天空のエスカフローネ』で坂本がOP主題歌、h-wonderがEDテーマを担当していた経緯がある。作詞はh'sが担当。h'sという人物は具体的にどのような者であるかは明かされてはいなかったが、2010年3月の坂本のラジオ番組『ビタミンM』内で、ポルノグラフィティの新藤晴一である事が初めて公に明らかにされた。
また、自身のCDデビュー15周年を記念したベスト・アルバム『everywhere』には、「ループ」の別バージョン「ループ〜sunset side」が収録されている。

## シングルリリース
シングル作品としては、前作「tune the rainbow」以来約2年1ヶ月振りの発表。所属事務所を移籍し、菅野よう子のプロデュースから離れてリリースした最初のシングル。

## アートワーク／パッケージ
ジャケットイラストには、芝美奈子作画による小狼・サクラが描かれている。

## 評価
CDジャーナルは、「素直な声質にポップスとして完成度の高いサウンドで、ファン向けだけではないポテンシャルを感じさせる作品」と評した。

## ミュージック・ビデオ
収録アルバム『夕凪LOOP』の初回限定盤のみ「ループ」のMVを収録したCD-ROMが同梱されている。

## チャート成績
| チャート         | 最高位 |
| ---------------- | ------ |
| オリコン（週間） | 7位    |
| デイリー         | 5位    |
| サウンドスキャン | 6位    |

## シングル収録曲
シングルCD
| #         | タイトル                  | 作詞      | 作曲・編曲 | 時間  |
| --------- | ------------------------- | --------- | ---------- | ----- |
| 1.        | 「ループ」                | h's       | h-wonder   | 5:24  |
| 2.        | 「ハイタッチ」            | 坂本真綾  | 中塚武     | 3:40  |
| 3.        | 「ループ」(w/o maaya)     |           |            | 5:24  |
| 4.        | 「ハイタッチ」(w/o maaya) |           |            | 3:42  |
| 合計時間: | 合計時間:                 | 合計時間: | 合計時間:  | 18:10 |

## メディアでの使用
| ループ | NHK教育テレビアニメ『ツバサ・クロニクル』第1シリーズEDテーマ |

## 収録アルバム
| 曲名   | 収録アルバム | 発売日         |
| ------ | ------------ | -------------- |
| ループ | 『夕凪LOOP』 | 2005年10月26日 |

## スタッフ・クレジット

### 楽曲スタッフ
Performed by 坂本真綾
- Produced : 田村充義 & maaya
- Artist Management：川口秀樹

### 参加ミュージシャン
01.「ループ」
- Programming＆Manipulating : h-wonder
- Bass：美久月千晴
- Guitar：鈴木健治
- Music＆Arrangement : h-wonder
- Recorded＆Mixed : 中原正幸
- Co-Ordinated : 佐藤宏次

02.「ハイタッチ」
- Drums : あらきゆうこ
- Bass：TABOKUN
- Guitar：石垣健太郎
- Organ : 中塚武
- Music＆Arrangement : 中塚武
- Recorded＆Mixed : 葛島洋一
- Co-Ordinated : 長美郁

## カバー
- 茜屋日海夏 - clubDAM企画『あにそんボーカル』